# Nádia Gomes Colhado
Nádia Gomes Colhado, conosciuta semplicemente come Nádia (Marialva, 25 febbraio 1989), è una cestista brasiliana.

## Carriera
Con il Brasile ha vinto l'oro ai FIBA South American Championship for Women 2010 e ai FIBA Americas Championship for Women 2011. Ha disputato i Giochi della XXX Olimpiade.